# Tomáš Špidlík
Tomáš Špidlík SJ (ur. 17 grudnia 1919 w Boskovicach, zm. 16 kwietnia 2010 w Rzymie) – czeski duchowny katolicki, kardynał Kościoła rzymskokatolickiego, jezuita, teolog zaangażowany w dialog katolicyzmu z prawosławiem, historyk duchowości chrześcijańskiego Wschodu, znawca teologii prawosławnej.

## Życiorys
Po ukończeniu nauki w swej rodzinnej miejscowości rozpoczął studia na wydziale filozofii na uniwersytecie w Brnie (1938). W 1939 po aneksji Czechosłowacji uniwersytety zostały zamknięte. W 1940 Špidlík wstąpił do nowicjatu jezuitów w Benešovie koło Pragi. W 1942 razem z innymi nowicjuszami został przeniesiony do Velehradu; 24 września 1942 złożył śluby zakonne. W latach 1942–1945 ukończył studia filozoficzne w Velehradzie, następnie w latach 1945–1946 był prefektem jezuickiego liceum w tym mieście; uczył języków czeskiego i rosyjskiego.
Po zakończeniu wojny został wysłany do Maastricht (Holandia) na studia teologiczne. Tam też 22 sierpnia 1949 otrzymał święcenia kapłańskie. W 1950 we Florencji ukończył jezuicki trzeci okres próbny. W 1951 został wezwany do Rzymu, aby pracować w Radiu Watykańskim – prowadził tam audycje przeznaczone dla krajów komunistycznych.
Podczas swej pracy w radiu poznał m.in. Václava Havla, późniejszego prezydenta niepodległych Czechosłowacji i Czech. Przez 38 lat był kierownikiem duchowym Papieskiego Kolegium św. Jana Nepomucena. W 1955 obronił dysertację doktorską w Papieskim Instytucie Wschodnim w Rzymie. Był wykładowcą patrystyki i teologii duchowej wschodniego chrześcijaństwa w wielu uniwersytetach Rzymu i świata, między innymi na Papieskim Instytucie Studiów Wschodnich i Papieskim Uniwersytecie Gregorianum. Od roku akademickiego 1989/1990 na emeryturze, nie przestał jednak wykładać. Był konsultorem Kongregacji dla Kościołów Wschodnich.
W 1989 wybrany „człowiekiem roku 1990” przez American Bibliographical Institute w Raleigh (USA). W marcu 1995 prowadził rekolekcje dla papieża i Kurii Rzymskiej. W 1997 otrzymał doktoraty honoris causa na uniwersytetach w Klużu-Napoce (Rumunia) i Ołomuńcu (Czechy). W październiku 1998 otrzymał Order Masaryka – jedno z najwyższych odznaczeń czeskich. W 1999 nadano mu tytuł doktora honoris causa Uniwersytetu Karola w Pradze.
21 października 2003 podniesiony do godności kardynalskiej przez papieża Jana Pawła II z diakonią kościoła Sant’Agata de’ Goti. Ze względu na podeszły wiek (był najstarszym z kardynałów kreowanych na tym konsystorzu) został zwolniony z obowiązku przyjęcia sakry biskupiej, nie miał też nigdy prawa udziału w konklawe.
Był autorem wielu publikacji (ok. 40 książek i 600 artykułów), które tłumaczone były na wiele języków.

## Wybrane przekłady w języku polskim
- Duchowość Ojców greckich i wschodnich, przeł. z wł. Janina Dembska; red. nauk. Józef Naumowicz, Kraków: „M” 1997.
- Ignacy Loyola a duchowość Wschodu, Kraków: WAM 2001.
- Dusza rosyjska, Poznań: „W Drodze” 2002.
- Duchowość chrześcijańskiego Wschodu: przewodnik systematyczny, tł. Lucyna Rodziewicz, Kraków: Wydawnictwo OO. Franciszkanów „Bratni Zew” 2005.
- Perełki Ojców Kościoła, przeł. Andrzej Babuchowski, Warszawa: Promic – Wydawnictwo Księży Marianów MIC 2010.